# Minettia muricata
Minettia muricata är en tvåvingeart som först beskrevs av Becker 1895.  Minettia muricata ingår i släktet Minettia och familjen lövflugor. Inga underarter finns listade i Catalogue of Life.